# British Transport Police

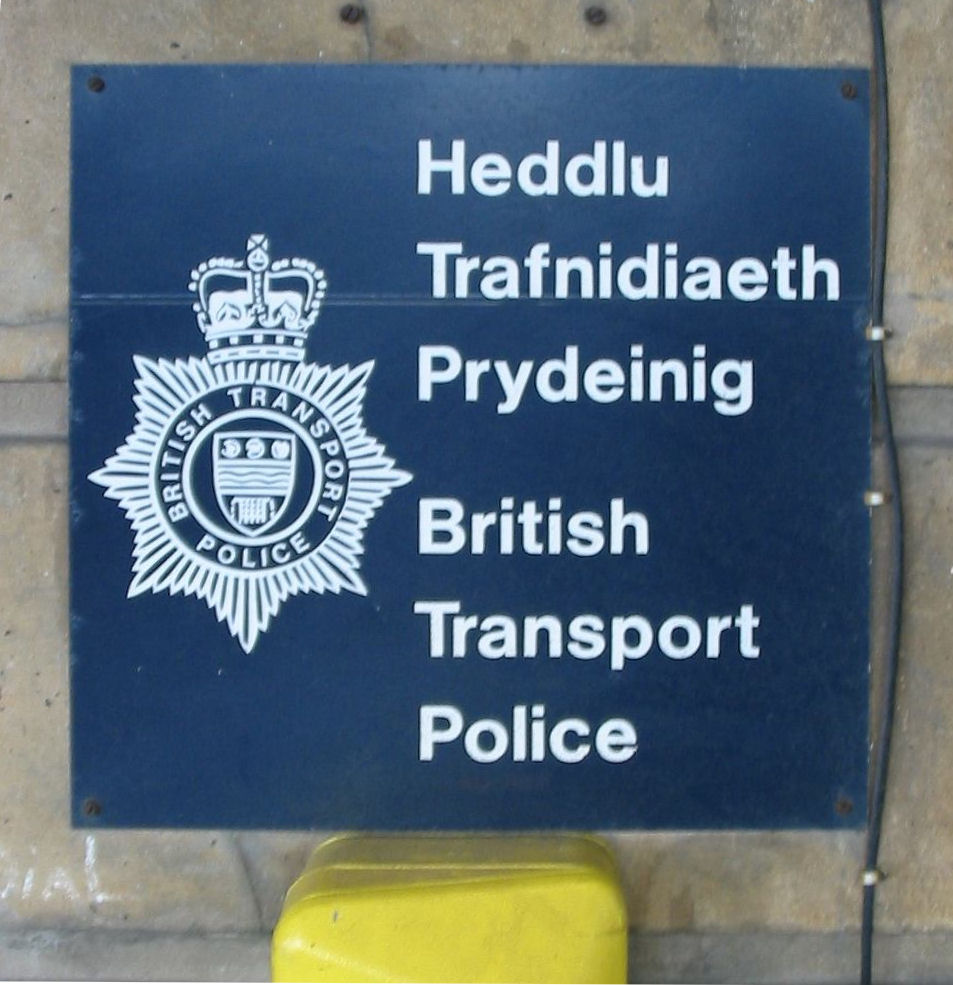
Wappen der BTP

Die British Transport Police (BTP, walisisch Heddlu Trafnidiaeth Prydeinig) ist die in Großbritannien für den Schienenverkehr zuständige Polizei. Sie ist dabei sowohl für den Nahverkehr als auch für den Fernverkehr zuständig. In Nordirland hat der Police Service of Northern Ireland auch diese Aufgabe übernommen.

## Geschichte
Die British Transport Police mit ihren Vorgängern ist eine der ältesten Polizeien der Welt. Erste Einheiten in Liverpool und Manchester werden im Jahr 1830 erwähnt. Um 1900 gab es mehr als hundert Bahngesellschaften, von denen ca. 20 über eigene Polizeieinheiten verfügten. Mit dem Railways Act 1921 kam es zu Bildung von vier großen Eisenbahngesellschaften, die alle über eigene Polizeieinheiten verfügten:
- Great Western Railway (G.W.R.)
- London and North Eastern Railway (L.N.E.R.)
- London, Midland and Scottish Railway (L.M.S.)
- Southern Railway (S.R.)

1949 entstand aus diesen Polizeien die British Transport Commission Police, die 1962 in The British Transport Police umbenannt wurde.

## Struktur und Personal
Die BTP ist für alle von Network Rail betriebenen Strecken zuständig. Ferner gehören zu ihrem Einsatzbereich das Londoner U-Bahnsystem, die Docklands Light Railway, die Channel Tunnel Rail Link, welche Kent mit dem Kanaltunnel verbindet, die Sunderland-Linie der Tyne and Wear Metro zwischen Pelaw und South Hylton, die Midland Metro, die Straßenbahn in Südlondon (Tramlink) und die U-Bahn von Glasgow (seit 2007). Zusammen werden ca. 16.000 Schienenkilometer mit mehr als 3000 ortsfesten Einrichtungen betraut. Das überwachte System befördert mehr als eine Milliarde Fahrgäste pro Jahr alleine auf den Hauptstrecken.
Gemeinsam mit der französischen Polizei überwacht sie außerdem die Eisenbahn im Kanaltunnel. Andere Eisenbahnen darf sie nur dann überwachen, wenn der Betreiber einen Vertrag hierzu mit der BTP unterzeichnet. Die BTP ist nicht für Museumsbahnen zuständig. 
Für die BTP gemeinsam verantwortlich sind heute das Department for Transport (DfT), die schottische Regierung und das walisische Parlament, die zusammen mit Vertretern von Fahrgast- und Industrieverbänden die British Transport Police Authority bilden.
Die BTP verfügte im November 2009 über 2885 Polizisten, 218 freiwillige Polizisten (Special Constables), 327 Unterstützungsbeamte (Police Community Support Officers) und weitere 1334 Bedienstete. Chief Constable der British Transport Police ist seit Juni 2009 Andy Trotter OBE, QPM.
Das Dienstgebiet ist folgende Bezirke (Division) aufgeteilt (in Klammern der jeweilige Sitz): 
- London Nord (London, Caledonian Road)
- London Süd (London, London Bridge Street)
- London Underground (London, Broadway)
- Nordost (Leeds)
- Nordwest (Manchester)
- Schottland (Glasgow)
- Wales und West (Birmingham)

Jeder Bezirk ist einem Chief Supierindent unterstellt.
Zusätzlich ist die BTP am Neighbourhood Policing (etwa: Nachbarschaftspolizei) beteiligt, um die Sicherheit im örtlichen Verkehr zu gewährleisten.
Zu jedem Bezirk gehören entsprechende Einheiten. Die Sitze dieser Einheiten sind:
- Schottland: Edinburgh Waverley, Glasgow Central, Glasgow Queen Street, Glasgow Subway, Stirling, Haymarket to Falkirk
- Nordwest: Southport, Manchester, Wirral
- Nordost: Leeds (West Yorkshire), York (East Coast Main Line), Nottingham (Robin Hood Line)
- Wales und West: Birmingham, West Midlands Cross City, Pontypridd, Newport
- London Nord: Euston, Kings Cross, Liverpool Street, Paddington, St Pancras
- London Süd: Clapham, Lewisham, London Bridge, London Bridge First Capital Connect, Victoria, Victoria Loop, Waterloo, Richmond, Bromley
- London Underground und Dockland: Inner London Central Line und Bakerloo, Inner London District und Northern Line, Inner London Victoria und Piccadilly Line, Met, Ham and Circle Line, Central Line East, Central Line West, Central Line North West, District Line East, District Line West, District and Circle Line South, Piccadilly Line West, Piccadilly Line North West, Piccadilly Line North, Northern Line North, Jubilee Line East, Jubilee Line North, Dockland, East London Line Extension, Victoria Line North, Victoria and Northern Line South, Hammersmith and City Line, Bakerloo and Jubilee Line South, Bakerloo Line North, Metropolitan Line North West

In besonderen Fällen übernehmen die „Schienenverkehrspolizisten“ auch die Aufgaben der regulären Polizisten.